# Josef Dietrich
Josef „Sepp” Dietrich (Hawangen, 1892. május 28. – Ludwigsburg, 1966. április 21.) német katonatiszt, a Waffen-SS tábornoka, 1944 augusztusától SS-Oberstgruppenführer, Hitler közeli munkatársa. Egyike annak a 27 főnek, aki megkapta a Vaskereszt lovagkeresztje tölgyfalombokkal, kardokkal és gyémántokkal kitüntetést. Nem volt kiemelkedő képességű hadvezér, de katonái körében népszerű volt. Részt vett a lengyel, francia, a balkáni és a keleti hadjáratban is. A Führer leghűségesebb gladiátorának nevezték.

## Korai évek
A bajorországi Memmingen közelében fekvő Hawangen kisvárosban született 1892-ben. Apja Palagius Dietrich, anyja Kreszentia Dietrich. Kezdetben hentesként és szállodai inasként dolgozott. 1911-ben belépett a Bajor Hadseregbe, ahol azonban csak rövid ideig szolgált. Az I. világháború kitörésekor önkéntesként csatlakozott a német hadsereghez. Először a tüzérségnél, majd később az első német harckocsizó alakulatnál szolgált. A háború után a jobboldali szabadcsapatok (Freikorps) tagjaként harcolt a Bajor Tanácsköztársaság ellen.

## Két háború közötti időszak

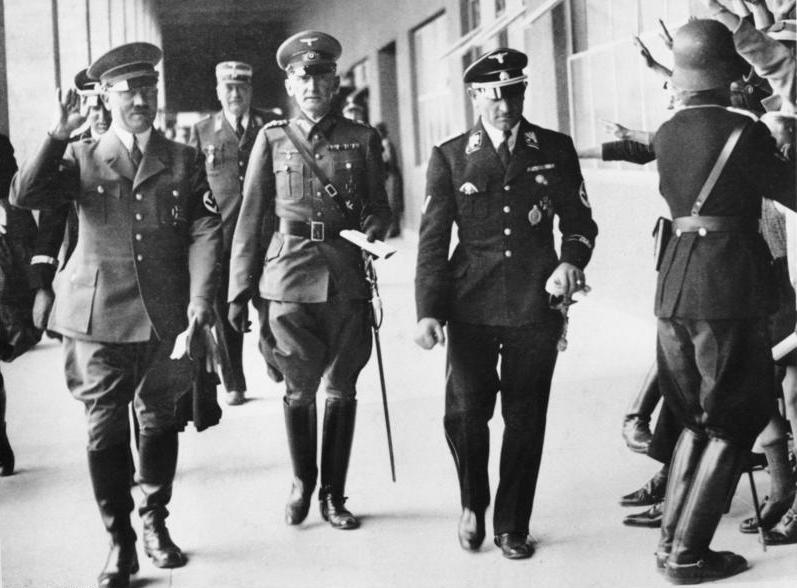
Hitler Dietrichel Berlinben az 1936-os nyári olimpiai játékok alatt

Az ezt követő években számos állást töltött be, volt pincér, rendőr, vámtisztviselő, benzinkutas, mezőgazdasági munkás. Csatlakozott a Freikorpshoz, és a sziléziai felkelések idején a lengyel felkelők ellen harcolt. Müncheni sörpuccsban való feltételezett részvétele miatt elvesztette rendőri állását. A nácizmussal főnöke Christian Weber, későbbi SS tábornok ismertette meg, mikor benzinkutasként dolgozott. 1928-ban csatlakozott a Nemzetiszocialista Német Munkáspárthoz, amellyel azonban már 1925-től kapcsolatot tartott. Párttagként hamarosan az SS-nek is tagja lett. Hitler személyes testőrségének a parancsnokává nevezte ki. Ez a szervezet később az SS Adolf Hitler Testőrezred (Leibstandarte SS-Adolf Hitler) nevet vette fel. Hitlert számos útján kísérte, akitől a „Chauffeureska” becenevet kapta. Hitlert először akkor hallotta beszélni, amikor kiengedték a börtönből. Valósággal lenyűgözte a beszéde. 1930-ban a Birodalmi Gyűlés (Reichstag) képviselőjévé választották Alsó-Bajorországból. A náci rezsim bukásáig a Reichstag képviselője is maradt, több különböző választókerületet képviselve. 1931-ben SS-Gruppenführerré (A Waffen-SS rendfokozatai|altábornagy) léptették elő. Dietrich Hitler testőrségének a parancsnokaként számos alkalommal figyelmen kívül hagyta Heinrich Himmler kéréseit. 1934-ben aktív szerepet játszott a hosszú kések éjszakáján, melynek során leszámoltak az SA-val. 1934. június 30-án délután 5 órakor, Hitler parancsot adott Dietrichnek, hogy hozzon létre egy kivégzőosztagot és menjenek a Stadelheim börtönbe, ahol az SA egyes vezetőit tartották fogva. A börtön udvarán Dietrich lövészosztaga hat SA tisztet kivégzett, köztük Edmund Heinestet is. Ezután Hitler arra utasította, hogy menjen az Igazságügyi Minisztériumba és végezzen az ottani SA vezetőkkel. Érdemei elismeréseként SS-Obergruppenführerré (fegyvernemi tábornok) léptették elő. 1938-ban Hitler az I. SS. Páncélos Hadtest parancsnokává nevezte ki.

## II. világháború

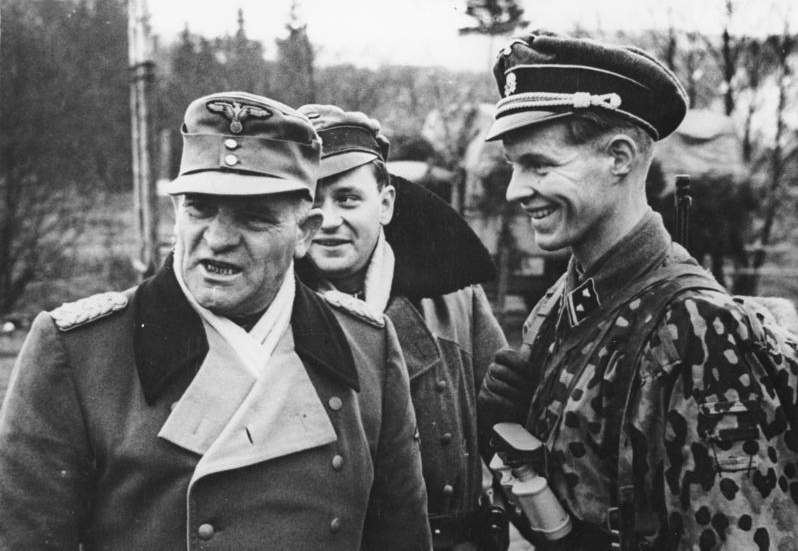
Dietrich az ardenneki csata során, 1945. januárjában

A II. világháború kitörését követően a testőrezred élén részt vett a lengyelországi hadjáraton, Párizs és Dunkerque elleni hadműveletekben. Dunkerque-nél Dietrich dacolva Hitler parancsával, megparancsolta a III. zászlóaljának, hogy a magaslaton lévő brit tüzérségi megfigyelőket kergessék el. Ahelyett, hogy megbüntette volna Hitler a parancs megtagadásért, helyette a Vaskereszt lovagkeresztjével tüntette ki. Dietrich egységei voltak a felelősök 81 angol és francia katona lemészárolásában, ami a Wormhoudt-mészárlás néven vált ismertté. Részt vett a görögországi és jugoszláviai harcokban. Dietrich ellenezte a Szovjetunió invázióját és hangoztatta, hogy a szovjeteket nem lehet legyőzni, ezáltal népszerűtlenné vált a tiszttársai körében. 1943-ban a keleti front szolgálata után Hitler Olaszországba küldte, hogy kiszabadítsa Benito Mussolini szeretőjét Clara Petaccit és biztonságba Észak-Olaszországba juttassa.
1943-ban a Szovjetunió Dietrichet távollétében halálra ítélte emberei által Harkivban elkövetett háborús bűnök miatt. 
1944-ben az I. SS. Páncélos Hadtest élén Normandiában harcolt. Az ott elért sikerei hatására Hitler 1944. augusztus 1-jén SS-Oberstgruppenführerré (vezérezredes) léptette elő, majd kinevezte a 6. SS Páncélos Hadsereg parancsnokává, ő vezette a páncélos hadsereget az ardenneki csatában. 1944. december 17-én a parancsnoksága alatt álló SS-egységek Malmedynél meggyilkoltak máig nem tisztázott számú amerikai hadifoglyot. Az ardenneki német támadás kudarca után Hitler Dietrich páncélos hadseregét Magyarországra irányította, ahol 1945 márciusában a Balaton térségében próbálta megállítani a szovjet előrenyomulást. A Frühlingserwachen hadművelettel próbálta biztosítani az utolsó rendelkezésére álló olajkészleteket. A német ellentámadás kudarca után Hitler dührohamot kapott, és megparancsolta, hogy a katonák távolítsák el egységük mandzsettajelzését. Ez Dietrichet felháborította és nem hajtotta végre a parancsot. Ezt követően Dietrich és Hitler kapcsolata megromlott. A balatoni ellentámadás kudarca után Ausztriába vonult vissza a 6. SS Páncélos Hadsereg maradékaival és részt vett Bécs védelmében. A szovjet Vörös Hadsereg erői visszavonulásra kényszerítette Bécsből Dietrich csapatait. 1945. május 9-én Sankt Pöltentől nyugatra, Kremsnél adta meg magát az amerikai csapatoknak.

## A háború utáni időszak

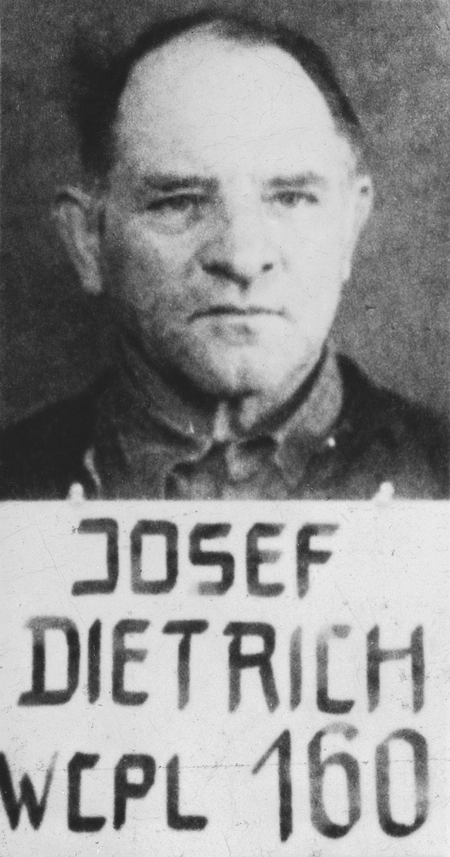
Dietrich bűnügyi fotója a landsbergi börtönből

Dietrichet háborús bűnösként az Egyesült Államok Dachauban működő haditörvényszéke 1946. május 16. és július 16. között megtartott tárgyalásán a Malmedyi mészárlás miatt életfogytiglani börtönbüntetésre ítélte. Tiszttársai vallomásai alapján azonban a büntetést 25 évre mérsékelték. Börtönbüntetését Bajorországban, a Lech menti Landsbergben töltötte. 10 év múltán, 1955. október 22-én szabadlábra helyezték. 1956 augusztusában azonban ismét letartóztatták. Egy müncheni bíróság a hosszú kések éjszakáján játszott szerepe miatt 18 hónapos börtönbüntetésre ítélte. Lendsbergben tartották fogva. 1959. február 6-án szívelégtelenség és keringési problémák miatt szabadon engedték. Szabadulása után Ludwigsburgban élt.
1966-ban, 73 éves korában szívinfarktusban hunyt el Ludwigsburgban. Temetésén hatezer Waffen-SS veterán jelent meg.